# Rivière Blanche (Lochaber-Ouest)
Pour les articles homonymes, voir rivière Blanche.
La rivière Blanche est un cours d'eau qui part de la municipalité de Val-des-Bois et descend vers le sud jusqu'à la municipalité de Lochaber-Partie-Ouest, dans la municipalité régionale de comté (MRC) de Papineau, dans la Région administrative de l'Outaouais, dans la province de Québec, au Canada.

## Géographie
Les bassins versants voisins de la rivière Blanche sont :
- côté ouest : rivière Gatineau,
- côté est : Rivière La Petite Blanche.

Le principal plan d'eau de tête alimentant la rivière Blanche est le lac Écho (altitude : 238 m) situé dans la municipalité de Val-des-Bois, dans la MRC Papineau, dans la Réserve faunique de Papineau-Labelle. Long de 5,6 km dans le sens nord-sud, ce lac est alimenté par les décharges de plusieurs lacs notamment : Perley (altitude : 266 m), Sénateur (altitude : 281 m), du Mainate, de l'Albatros, Colmont, du Chevreuil, Taku, Sikip, Sakamite, Soki, Sagamo, Saponite, Pakwaw, Petaikan, des Râles et le Petit lac du Castor.
Parcours de la rivière Blanche en aval du lac Écho (segment de 13,8 km)
L'embouchure du lac Écho est situé au fond d'une baie sur la rive sud. Un court détroit relie le lac Écho avec le lac de l'écluse (long de 6,4 km, orienté vers le sud-est). Il reçoit les eaux de :
- côté ouest : la décharge des lacs des Liserons, Cameron, Robinson, Lafleur et Oba ;
- côté est : la décharge des lacs Pickwick (altitude : 270 m), Campeau et de l'Artichaut ;
- côté sud : la décharge du lac du Soleil, Radis, Mayo, Navot, Pasqua et Cennes.

Le barrage Écho retient les eaux de ce réservoir (lac Écho et de l'Écluse) ; ce barrage est situé au fond d'une baie étroite et longue de 1,4 km qui est au sud du lac. La décharge coule sur 2,0 km vers le nord-est, puis vers le sud-est, en récupérant les eaux des lacs Sifflet, Talbot, de l'Ivraie, jusqu'à la rive nord du lac Smallian. Ce dernier lac (long de 2,9 km ; altitude : 223 m) reçoit les eaux du lac de la Sagesse et du lac du Tabouret. Sa décharge de 600 m coule vers le sud jusqu'au lac Moon (long de 0,5 m) que le courant traverse. Ce lac reçoit la décharge (longue de un km) du lac Hawk (venant du nord-est) et de son affluent (altitude : 225 m) le lac Lady (altitude : 238 m).
Parcours de la rivière Blanche en aval du lac Moon (segment de 13,3 km)
À l'embouchure du côté sud du lac Moon, le courant descend sur :
- 2,5 km vers le sud, jusqu'à la décharge (venant du sud) du lac Gull (altitude : 221 m) ;
- 1,5 km vers l'ouest jusqu'à la décharge d'un ensemble de lacs dont les lacs Graham, de la Cabine, de la Giroflée, du Sumac, Buzau et du Vinaigrier ;
- 330 m vers le sud-ouest jusqu'à la décharge de quatre lacs dont le lac Stéphanie ;
- 1,3 km vers le sud jusqu'à la décharge des lacs French, Juliana, Inonda,
- 2,4 km vers le sud-est jusqu'à la décharge de deux lacs de montagnes ;
- 1,6 km vers le sud-est jusqu'à la décharge du lac Ida ;
- 2,2 km vers le sud jusqu'à un élargissement de la rivière que constitue la baie à l'ouest du lac La Blanche ;
- 1,3 km vers l'ouest, puis le sud, jusqu'au barrage du lac La Blanche. Un détroit de 0,7 km relie ce dernier lac à la rivière Blanche.

Parcours de la rivière Blanche en amont du lac La Blanche (segment de 32,2 km)
À partir du barrage du lac La Blanche (en), la rivière descend sur :
- 0,9 km vers le sud-ouest, jusqu'au ruisseau Hachard ;
- 4,4 km vers le sud, en formant quelques serpentins, jusqu'au ruisseau Buckingham ;
- 1,6 km vers le sud-est, jusqu'à la décharge (venant du nord) du lac Daly (altitude : 212 m) ;
- 4,3 km vers l'est, jusqu'à la décharge (venant du nord-ouest) du lac Flynn (altitude : 233 m) ;
- 4,6 km vers le sud-est, en passant par le Trou du Diable (chûtes), jusqu'au ruisseau du Poisson Blanc (venant du nord-est) et drainant le lac Galipeau ;
- 7,1 km vers le sud en zone généralement agricole, en traversant la chute du Moulin et quelques lacs, jusqu'au barrage situé à une centaine de mètres en aval du pont de Blanche-Mills, qui est au nord du village de Thurso ;
- 2,4 km vers l'ouest, en traversant une bande forestière de chaque côté de la rivière et contourne le village, jusqu'au barrage de Thurso ;
- 2,8 km vers le sud-ouest, en zone agricole, jusqu'au ruisseau Brady (venant de l'ouest) ;
- 0,7 km vers le sud, jusqu'au ruisseau Gauthier (venant de l'ouest) ;
- 3,4 km vers le nord-est, puis vers le sud, en traversant le chemin de fer du Canadien National et la route 148, jusqu'à l'embouchure qui constitue la baie Singer de la rivière des Outaouais. Cette baie est juxtaposée à l'est de la baie Daragon qui s'avère une zone de marais[1].

## Toponymie
Le toponyme rivière Blanche a été officialisé le 5 décembre 1968 à la Banque des noms de lieux de la Commission de toponymie du Québec.